# فيرنون جي. براون
فيرنون جي. براون هو سياسي أمريكي، ولد في 20 مارس 1874 في بلدة فيفاي في الولايات المتحدة، وتوفي في 8 أبريل 1964. نشط حزبياً في الحزب الجمهوري. وقد انتخب عضو مجلس نواب ميشيغان ‏.